# ژنتیک‌دان
ژنتیک‌دان، ژنتیک‌شناس یا نسل‌شناس (به انگلیسی: Geneticist) به زیست‌شناسی گفته می‌شود که به صورت تخصصی به مطالعه و تحقیق پیرامون ژنتیک پرداخته است. این مطالعات، در مورد ژن، وراثت و تنوع ژنتیکی در میان انواع موجودات زنده است. به صورت پیش فرض، یک ژنتیک‌شناس باید از زیست‌شناسی، شیمی، فیزیک، میکروبیولوژی، یاخته‌ها، بیوانفورماتیک و زبان انگلیسی و ریاضی نهایت آگاهی را داشته باشد.